# Vitaly Rahimov
Vitaly Rahimov (Megri (Armenië), 27 augustus 1984) is een Azerbeidzjaans worstelaar. Hij won zilver op de Olympische Spelen van 2008. Deze medaille moest hij later inleveren vanwege dopinggebruik.
Rahimov begon in 1994 met worstelen.